# Миленијумски мамбо
Миленијумски мамбо (кин: 千禧曼波) је тајвански романтични драмски филм из 2001. у режији Ху Хсијао-хсијена.

## Радња
Главна јунакиња, Вики, коју тумачи глумица Шу Ћи, приповеда из 2011. о свом животу 10 година раније. Она описује своју младост и причу о промени живота на почетку новог миленијума. Ради као хостеса у модерном бару. Вики је растрзана између два мушкарца, Хао-Хаоа и Џека, а њена путовања приказују паралелно путовање психе и како се једна девојка носи са својом пролазном младости.

## Кастинг
| Глумци       | Улога   |
| ------------ | ------- |
| Шу Ћи        | Вики    |
| Џек Као      | Џек     |
| Тван Чун-хао | Хао-Хао |
| Чен Ђи-суан  | Шуан    |
| Џун Такеучи  | Џун     |
| Доз Нју      | Доз     |

Према Меги Ченг са конференције за штампу за Расположен за љубав, она и Тони Лјенг су првобитно били позвани да играју главне улоге у филму.

## Награде и номинације
2001. Филмски фестивал у Кану
- Освојена: Техничка велика награда (за дизајн звука)
- Номинован: Златна палма

Међународни филмски фестивал у Чикагу
- Освојено: Сребрни Хуго (Ху Хсијао-хсијен)

Међународни филмски фестивал у Генту
- Освојено: најбољи режисер (Ху Хсијао-хсијен)
- Номинован: Гранд При

Филмски фестивал Златни коњ
- Освојено: најбоља кинематографија (Пин Бинг Ли)
- Освојено: најбоља оригинална музика (Лим Гјонг)
- Освојено: Најбољи звучни ефекти (Ту Ду-Чи)